# فرار از تله (فیلم)
فرار از تله (به هندی: Jaal: The Trap) فیلمی محصول سال ۲۰۰۳ و به کارگردانی گودو دانوآ است. در این فیلم بازیگرانی همچون سانی دئول، تابو، ریما سن، انوپم کهیر، آمریش پوری، فریده جلال، اشیش ویدیارتی، موکش ریشی ایفای نقش کرده‌اند.